# Verwaltungsgebäude der Banco de Londres y América del Sur

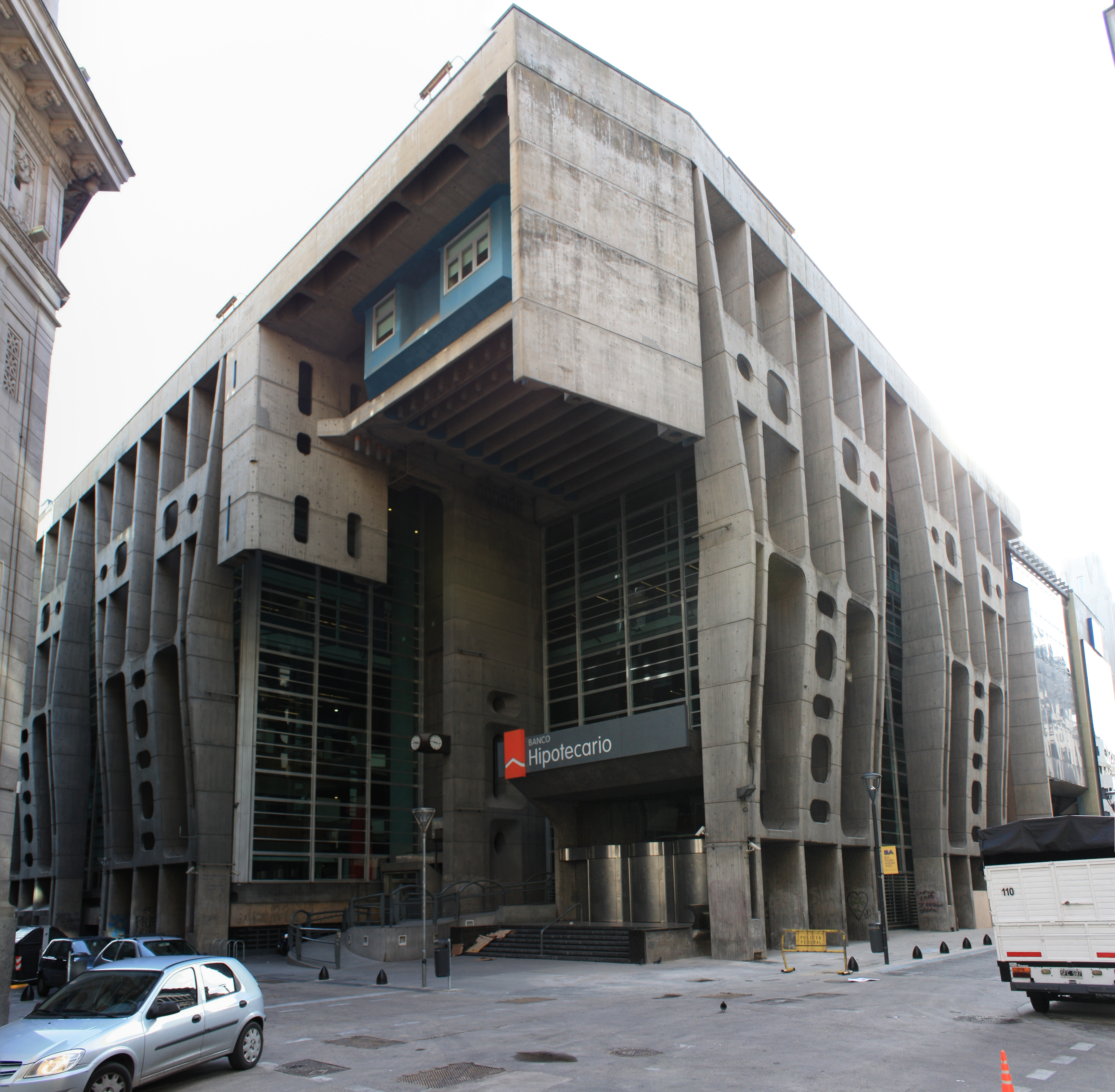
Banco de Londres y América del Sur

Das Verwaltungsgebäude der Banco de Londres y América del Sur ist ein Gebäude im Stadtteil San Nicolás der argentinischen Hauptstadt Buenos Aires, welches 1959 von den argentinischen Architekten Clorindo Testa und SEPRA entworfen wurde. 

## Überblick
1959 wurde von der Banco de Londres y América del Sur ein Wettbewerb für die Bebauung eines Grundstücks im Finanzzentrum von Buenos Aires ausgeschrieben. Ein Team, zu dem Clorindo Testa, Sánchez Elía, Peralta Ramos und andere gehörten, gewann mit seinem Entwurf den Wettbewerb. Das Bürogebäude, das 1966 fertiggestellt wurde, zählt zu den bekanntesten Beispielen internationaler Architektur in Buenos Aires und ist das typischste Beispiel für den Baustil des Brutalismus in Argentinien. 
In den 1980ern und frühen 1990ern diente das Gebäude der Lloyds-Bank, in welche die Banco de Londres y América del Sur aufgegangen war. 1997 wurde es an die gerade erst privatisierte Banco Hipotecario, eine Hypothekenbank, verkauft.